# Taquarivaí (ort)
Taquarivaí är en ort i Brasilien.   Den ligger i kommunen Taquarivaí och delstaten São Paulo, i den södra delen av landet, 900 km söder om huvudstaden Brasília. Taquarivaí ligger 668 meter över havet och antalet invånare är 5 149.
Terrängen runt Taquarivaí är platt. Närmaste större samhälle är Itapeva, 19,6 km väster om Taquarivaí.
Omgivningarna runt Taquarivaí är en mosaik av jordbruksmark och naturlig växtlighet. Runt Taquarivaí är det ganska glesbefolkat, med 22 invånare per kvadratkilometer.